# 伊藤孝之
伊藤 孝之（いとう たかし、明治27年（1894年）- 昭和57年（1982年）5月9日）は、大正時代から昭和時代にかけての浮世絵師、版画家。

## 来歴
結城素明及び鏑木清方の門人。本名は伊藤孝。孝之と号す。静岡県長上郡蒲（かば）村下（現・浜松市中央区子安町）に伊藤蒲邨（文久2年（1862年）-昭和14年（1939年））の二男三女の次男として生まれる。祖父は伊藤平六といい、孝之も一時期、平六という印を使用している。大正2年（1913年）、19歳の時、県立浜松中学校（現・浜松北高校）を卒業。中学校では水野以文が指導する美術グループに入って小学校において研究会を開いていた。卒業後、京都に赴き、まず京都高等工芸学校（現・京都工芸繊維大学）図案科に入学、以降3年間、日本画を竹内栖鳳に学び、油彩画を都鳥英喜に学んでいたが、後に中退している。また、関西美術院に属し、デッサンを習得する。その後、東京美術学校に入学する考えで上京し、同郷の童話家であった本田庄太郎の勧めにより、太平洋画会研究所に入り、再びデッサンを学んでいる。
大正7年（1918年）に鎌田あいと結婚をした。大正8年（1919年）、25歳で東京美術学校に入学して素明に師事、日本画を学んでいる。同級には日本画家の山本丘人がいた。在学中の大正8年から挿絵や版画の制作を行っている。本田庄太郎の勧めにより、大正11年（1922年）には東京社発行の児童雑誌『コドモノクニ』1月号掲載の巖谷小波の「オトギテガミ」の挿絵を描いたことで次第に認められるようになり、大正13年（1924年）、水谷まさるの童話「蓮の池」以降、昭和2年（1927年）にかけて『コドモノクニ』の毎号に挿絵を描いている。なお、大正12年（1923年）、大阪毎日新聞社から『コドモアサヒ』が創刊され、常連作家となり、「ユキ」（1924年1月号）では自然の風物の柔らかなデフォルメに特徴を見せた。その後、大正13年、東京美術学校卒業後に、清方に入門している。この間、大正11年（1922年）に初めて渡辺版画店より新版画を発表、「隅田村晩秋」、「小台の渡し」という木版画による風景画を版行し、翌大正12年、「雪中の椿」、「斜陽（東大構内）」、「谷中の搭」を版行している。なお、「小台の渡し」と「小台の渡」は、関東大震災の前と後に製作された、新版画では珍しい作例で、背景の色などが異なっている。孝之は山岳を題材とした絵を数多く描いており、川瀬巴水の風景画と比べると、より研ぎ澄まされた印象を与える作品が多くみられる。
昭和2年の第8回帝展に出品した「池畔」が初入選、昭和4年（1929年）の第10回帝展では「奥箱根の晩秋」が入選を果たす。同年、『小学生全集』のうち第18編「外国文芸童話集下」において口絵「ベニスの商人」を執筆している。また、『日本児童文庫』で数編に挿絵を描いている。昭和7年（1932年）4月に渡辺版画店主催により日本橋白木屋で開催された『第三回現代創作木版画展覧会』に「月島の夕照」、「伊豆下田の港」、「芦ノ湖の雨景」、「加賀国柴山潟」、「京都八坂の雪後」、「小台の渡し」の6点を出品した後、この出品作のなかから何点かを同年9月、渡辺版画店主催の『近代浮世絵版画展覧会』にも出品した。昭和12年（1937年）、43歳の頃から八甲田山や奥入瀬方面へ旅行、また、『コドモノクニ』などの発刊も不自由となったため、青森への疎開を決意、準備を始めている。昭和19年（1944年）には、駒込林町の居宅が戦禍により全焼、これまで描いていた作品の大半を焼かれてしまい、青森県弘前市に疎開、同地に居を移している。そして、昭和20年（1945年）7月28日、空襲を受けた青森市内をスケッチした。
第二次世界大戦後には自ら彫刻刀を持って自画自刻による版画作品も発表している。昭和24年（1949年）に『国立公園十和田湖の内』「奥入瀬晩秋」などを、翌年、同「銚子大滝の秋」などを版行、昭和27年（1952年）に「裾野の富士」、同10月に「八ヶ嶽より望む富士」を版行、昭和28年（1953年）、「大井川の初夏」を版行した。その後、昭和31年（1956年）に児玉三鈴らが日本画府を設立すると、孝之も後に参加、日本画府展において努力賞を得ている。また、同会の運営委員になった。昭和33年（1958年）に「下田半島田名部」、同年8月に「宮島」を版行した。
昭和37年（1962年）に上京、世田谷区奥沢に住居を定めた。昭和40年（1965年）の春、「木葉会」という絵画研修会を創立、主催している。また、この頃、ヨーロッパへ外遊、ギリシャ、イタリア及びスペインを巡った。昭和42年（1967年）、創作画人協会が結成されると、孝之も日本画府から同会に移って特別理事になっている。昭和50年（1975年）9月には、81歳で「雪遊び」を発表している。昭和57年5月9日、胃癌により死去した。享年88。静岡県小山町の冨士霊園に葬られた。法名は彩誉孝徳信士。

## 作品
- 「斜陽」　渡辺版　木版画　大正8年（1919年）
- 「隅田村晩秋」　渡辺版　木版画　大正11年（1922年）　個人所蔵
- 「小台の渡し」　渡辺版　木版画　大正11年（1922年）　個人所蔵
- 「小台の渡」　渡辺版　木版画　大正12年（1923年）以降　個人所蔵
- 「雪中の椿」　木版画　大正12年（1923年）　個人所蔵
- 「芦ノ湖之雨景」　渡辺版　木版画　昭和4年（1929年）
- 「八峰より見た鹿島槍」　木版画　昭和7年（1932年）
- 「京都八坂の雪後」　 木版画　昭和4年（1929年）　山梨県立美術館所蔵
- 「上高地春雪」　木版画　昭和7年（1932年）　山梨県立美術館所蔵
- 「明け行く岳川」　木版画　昭和7年（1932年）　山梨県立美術館所蔵
- 「八峰より見たる鹿島槍」　木版画　昭和7年（1932年） 山梨県立美術館所蔵
- 「赤羽の雪」　木版画　昭和8年（1933年）　浜松市美術館所蔵
- 「国立公園十和田湖の内　林檎樹の雪」　木版画　昭和24年（1949年）　浜松市美術館所蔵
- 「国立公園十和田湖の内　奥入瀬晩秋」　木版画　昭和24年（1949年）　山梨県立美術館所蔵
- 「国立公園十和田湖の内　奥入瀬残雪」　木版画　昭和24年（1949年）　山梨県立美術館所蔵
- 「山湖錦秋」　絹本着色 浜松市美術館所蔵
- 「船溜」　絹本着色 浜松市美術館所蔵

## 参考図書
- 原色浮世絵大百科事典　第10巻　岡畏三郎著、日本浮世絵協会編、大修館書店、1981年
- 漂泊の風景画家　伊東孝之と新版画運動　浜松市美術館編、浜松市美術館、1995年
- よみがえる浮世絵　うるわしき大正新版画展　東京都江戸東京博物館編、東京都江戸東京博物館　朝日新聞社、2009年